# Piotr Dobrowolski (szachista)
Piotr Dobrowolski (ur. 1 kwietnia 1976 w Katowicach) – polski szachista, mistrz międzynarodowy od 2006 roku.

## Kariera szachowa
W 1997 r. zajął III m. w międzynarodowym turnieju w Láznym Bohdancu. W 2001 r. startując w barwach klubu Zelmer Rzeszów zdobył w Brzegu Dolnym brązowy medal drużynowych mistrzostw Polski w szachach błyskawicznych. W 2001 r. oddzielił II m. w otwartym turnieju w Pardubicach. W 2002 r. zwyciężył w mistrzostwach województwa dolnośląskiego we Wrocławiu oraz uzyskał najlepszy indywidualny wynik na IV szachownicy podczas drużynowych mistrzostw Polski, rozegranych w Lubniewicach. W 2004 r. zajął III m. w turnieju open w Ostródzie. W 2006 r. podzielił I m. w turnieju kołowym WSB Masters we Wrocławiu, wypełniając trzecią normę na tytuł mistrza międzynarodowego oraz podzielił II m. w otwartym turnieju w Ostródzie. W 2008 r. zdobył we Wrocławiu tytuł akademickiego wicemistrza Polski (za Wojciechem Morandą) oraz odniósł duży sukces w postaci dz. II m. (za Eldarem Gasanowem, wspólnie z m.in. Jiřím Štočkiem, Antonem Korobowem, Konstantinem Czernyszowem, Grzegorzem Gajewskim i Henrikiem Teske) w Pardubicach, jednocześnie wypełniając pierwszą normę na tytuł arcymistrza. W 2013 r. zwyciężył (wspólnie z Wołodymyrem Małaniukiem) w memoriale Józefa Kochana w Koszalinie. W 2014 r. podzielił I m. (wspólnie z Danielem Sadzikowskim) w Górze Świętej Anny.
Najwyższy ranking w dotychczasowej karierze osiągnął 1 września 2014 r., z wynikiem 2440 punktów zajmował wówczas 45. miejsce wśród polskich szachistów.